# Новосибирский автотранспортный колледж
Новосибирский автотранспортный колледж — среднее специальное учебное заведение в Октябрьском районе Новосибирска, основанное в 1952 году.

## История
Учебное заведение было основано 28 марта 1952 приказом Министерства местной промышленности РСФСР и первоначально носило название Новосибирского индустриального техникума. Первым руководителем стал М. И. Дресвянников. Учреждение заняло площади бывшего предприятия, выпускавшего хозтовары и пулемётные тачанки.
С 1954 по 1960 год техникум возглавлял И. Д. Горустович. В образовательном учреждении обучали механической деревообработке и холодной металлообработке резанием. Специалисты первого выпуска пополняли предприятия местной промышленности, а впоследствии работали также на крупных машиностроительных и оборонных заводах.
В 1961 году учебное заведение объединилось с лесотехническим техникумом, в результате чего был образован Новосибирский механико-технологический техникум, где обучали холодной металлообработки резанием, подготавливали специалистов керамзитного и столярно-мебельного производства.
В 1966 году учреждение получило новое название — Новосибирский автотранспортный техникум
В 2013 году техникум был переименован в Новосибирский автотранспортный колледж.

## Материально-техническая база
Материальная база сформирована преимущественно в 1963—1990 годах. В это время техникумом руководил П. А. Егоров, заслуженный учитель школы РФ. Техникум с 34 специализированными кабинетами, 12 лабораториями, учебно-производственными мастерскими, автопарком и учебным гаражом размещён в корпусе площадью 7647 м². Кроме того, учреждение располагает библиотекой с читальным залом, столовой на 80 посадочных мест, залом для атлетической гимнастики с боксёрским рингом, спортивным и гимнастическим залами, а также актовым залом на 500 человек.
В 1990—2000 годах появились четыре компьютерных класса, в свою очередь, учебные части дневного и заочного отделений, отдел кадров и бухгалтерия были компьютеризированы.

## Сотрудники
Сотрудникам колледжа присвоены различные награды: директор П. А. Егоров (1963—1990) удостоен звания «Заслуженный учитель РФ»; директор В. В. Полухин (1990—2000) — «Почётный работник транспорта РФ»; С. А. Антонова отмечена нагрудным знаком «Отличник просвещения СССР»; И. О. Борзых, В. И. Волков, Ю. Ф. Бедарев, зам. дир. А. Д. Онучин, зам. дир. И. Я. Ремпель, дир. А. И. Прокудин, зав. заоч. отделения О. О. Фалик — нагрудным знаком «Почётный автотранспортник».

## Выпускники
Выпускники колледжа трудятся на автомобильных предприятиях и станциях технического обслуживания российских и зарубежных автомобилей, работают в транспортной инспекции, а также в инспекции дорожной безопасности.